# Tsunami (singel)
Tsunami – singel polskiego rapera Kizo oraz rapera Szpaku z albumu studyjnego Posejdon. Singel został wydany 17 września 2020 roku. Tekst utworu został napisany przez Patryka Wozińskiego i Mateusza Jakuba Szpakowskiego.
Nagranie otrzymało w Polsce status platynowej płyty w 2021 roku.
Singel zdobył ponad 9 milionów wyświetleń w serwisie YouTube (2023) oraz ponad 4 miliony odsłuchań w serwisie Spotify (2023).

## Nagrywanie
Utwór został wyprodukowany przez APmg. Za mix/mastering utworu odpowiada EnZU. Tekst do utworu został napisany przez Patryka Wozińskiego i Mateusza Jakuba Szpakowskiego.

## Twórcy
- Kizo, Szpaku – słowa[1][2]
- Patryk Woziński, Mateusz Jakub Szpakowski – tekst[1]
- APmg – produkcja[1][2]
- EnZU – mix/mastering[1]

## Certyfikaty
| Kraj          | Certyfikat      |
| ------------- | --------------- |
| Polska (ZPAV) | platynowa płyta |